# Чинор (Шахрітуський район)
Чино́р (тадж. Чинор) — село у складі Хатлонської області Таджикистану. Входить до складу джамоату Худойназара Холматова Шахрітуського району.
Назва села перекладається як «чинара». В радянські часи село називалось Чинар.
Населення — 1536 осіб (2017).